# 278 aC
El 278 aC va ser un any del calendari romà prejulià. A la República i a l'Imperi Romà es coneixia com l'Any del Consolat de Luscí i Pap (o també any 476 ab urbe condita). La denominació «278 aC» per a aquest any s'ha emprat des de l'edat mitjana, quan el calendari Anno Domini va ser el mètode prevalent a Europa per a anomenar els anys.

## Esdeveniments

### Antiga Grècia
- Els etolis aconsegueixen aturar els gals que envaïen Grècia (Invasió celta dels Balcans). Els gals havien destruït aquest any la ciutat de Càl·lion on van cometre terribles atrocitats sobre els seus habitants i els van massacrar, segons diu Pausànias.[2]

### Àsia Menor
- Zibees, fill de Zipetes, ha de fugir del seu germà gran Nicomedes I rei de Bitínia que el vol matar. Nicomedes crida els gals en el seu ajut, que després d'ajudar-lo a vèncer Zibees funden Galàcia.[3]

### Antic Egipte
- La reina d'Egipte Arsínoe I, acusada de conspiració, es enviada a l'exili a Coptos. Poc després, Arsínoe, viuda de Lisímac i de Ptolemeu Ceraune, que s'havia refugiat a Egipte l'any 279 aC, es casa amb Ptolemeu II Filadelf.[4]

### Sicília
- Sosístrat II, tirà de Siracusa, comparteix el poder de la ciutat amb Tinió. Aviat entren en conflicte, i Sosístrat amb ajuda dels mercenaris, obliga a Tinió a refugiar-se a Ortígia. Els cartaginesos, aprofitant aquella guerra, desembarquen a Sicília i Sosístrat crida a Pirros, rei de l'Epir, demanant ajuda. Quan arriba, Sosístrat li entrega la ciutat, i Tinió fa el mateix amb la ciutadella. Els dos rivals es reconcilien. Sosístrat entrega a Pirros totes les ciutats sota el seu domini i posa les tropes a la seva disposició. Pirros l'ajuda en la conquesta d'Acragant que havia caigut en mans del cartaginesos.[5]

### Antiga Roma
- Aquest any són elegits cònsols Gai Fabrici Luscí i Quint Emili Pap.[6]
- A l'inici del seu consolat, un traïdor s'ofereix als cònsols per assassinar a Pirros, però els dos cònsols el detenen i l'envien al rei de l'Epir. Els romans volen obrir negociacions per recuperar el territori perdut i Pirros no pot arriscar-se en una altra batalla amb els romans, i envia Cinees a Roma com ambaixador i s'acorda una treva. Pirros marxa a Sicília, abandonant als seus aliats italians.[7]
- Fabrici Luscí sotmet als aliats revoltats del sud d'Itàlia i al seu retorn celebra un triomf.[8][6]
- Es dedica un temple al déu Summà, deu del tro i del cel nocturn, prop del Circ Màxim. Plini el Vell diu que Summanus era d'origen etrusc i una de les nou divinitats relacionades amb els trons.[9] Varró el situa entre els déus d'origen sabí, i diu que el rei Titus Taci li havia dedicat un altar (ara) en compliment d'un vot.[10]